# سونيا لوبيز (مغنية)
سونيا لوبيز (بالإسبانية: Sonia López)‏ هي مغنية مكسيكية، ولدت في 11 يناير 1946 في مدينة مكسيكو في المكسيك.

## وصلات خارجية
- سونيا لوبيز على موقع IMDb (الإنجليزية)
- سونيا لوبيز على موقع ميوزك برينز (الإنجليزية)
- سونيا لوبيز على موقع ديسكوغز (الإنجليزية)
- سونيا لوبيز على موقع قاعدة بيانات الفيلم (الإنجليزية)